# Passage Gatbois
Le passage Gatbois est une voie située dans le 12e arrondissement de Paris, en France.

## Situation et accès
Ce site est desservi à quelque distance par les lignes 1 et 8 à la station de métro Reuilly - Diderot.

## Origine du nom
Le passage porte le nom du concessionnaire du terrain sur lequel il a été créé.

## Historique
Cette voie classée dans la voirie parisienne par arrêté du 3 juin 1933 a été déclassée sur une longueur de 76 m à partir de la rue de Chalon par délibération du 24 septembre 1990, puis supprimée lors de l'aménagement de la ZAC Chalon.

## Bâtiments remarquables et lieux de mémoire
- No 12 : adresse et entrée principale du square Philippe-Farine.